# Scalpel Point
Der Scalpel Point (englisch, polnisch Przylądek Skalpel ‚Kap Skalpell‘) ist eine kleine, felsige Landspitze an der Südküste von King George Island in den Südlichen Shetlandinseln. Sie liegt westlich des Pond Hill am Ufer der Goulden Cove. 
Polnische Wissenschaftler benannten sie 1980 zu Ehren der auf der Arctowski-Station tätigen Chirurgen.